# 王刚 (1959年)
王刚（1959年—），山东泰安人，汉族，中华人民共和国政治人物、第十二届全国人民代表大会山东地区代表。毕业于山东省经济管理干部学院企业管理专业，2013年3月担任全国人大代表。2018年2月24日，当选为第十三届全国人大代表。